# Србиця (община)
Србиця (серб. Општина Србица; алб. Komuna e Skënderajit) — громада в Косово, входить у Косовсько-Митровицький округ.
Займана площа — 374 км. Переважає албанське населення.
Адміністративний центр громади — місто Србиця. Громада Србица складається з 50 населених пунктів, середня площа населеного пункту — 7,5 км.
| Косово | Це незавершена стаття з географії Косова. Ви можете допомогти проєкту, виправивши або дописавши її. |

| Сербія | Це незавершена стаття з географії Сербії. Ви можете допомогти проєкту, виправивши або дописавши її. |